# 葉卡捷琳娜·安德烈耶娃
葉卡捷琳娜·謝爾蓋耶芙娜·安德烈耶娃（羅馬化：Yekaterina Sergeyevna Andreyeva；1961年11月27日或1965年—），俄罗斯记者、女演员和電視節目《时间》以及《俄羅斯第一頻道新聞》的主播，自1997年以来，她一直负责播報第一頻道的晚间新闻。

## 生平
她的父亲是苏联国家物资和技术供应委员会的副主席，她的母亲是一名家庭主妇。叶卡捷琳娜·安德烈耶娃有一个妹妹斯维特兰娜。她从小就对篮球有浓厚的兴趣，曾在奧林匹克預備學校短暂学习。 
1990年，她参加了与苏联电视合作的全联盟广播电视广播员培训班，並且師從伊戈尔·基里洛夫。
1991年，安德烈耶娃開始在電視行業工作，先後在蘇聯中央電視台和奧斯坦金諾廣播公司擔任播音員，負責主持节目《早安》。1995年起，她在第一頻道電視公司擔任資訊類节目编辑並主持電視节目《俄羅斯第一頻道新聞》。
2006年被授予友谊勋章 ，2007年被授予TEFI獎。
2010年，被列為俄羅斯電視節目主持人前10名。
2014年8月，因安德烈耶娃在烏克蘭東部戰爭和克里米亞對俄羅斯立場，乌克兰将其列入制裁名单。
2020年10月，在2019冠状病毒病疫情期间，安德烈耶娃支持反口罩運動，她認為長時間佩戴口罩會引起不適，這比2019冠狀病毒病要危險得多。
2022年3月14日，她在报道电视節目时，她的同事瑪麗娜·奧夫相尼科娃在她身后举起标语，抗议俄罗斯入侵乌克兰，两人都吸引了全世界的关注。